# Gra w boga
Gra w boga (ang. god game) – podgatunek symulacyjnych gier komputerowych, który pozwala graczowi kontrolować grę na dużą skalę, używając sił nadprzyrodzonych. Za pierwszą grę z tego gatunku uważa się stworzoną przez Petera Molyneux Populous wydaną w 1989 roku przez Bullfrog Productions.